# Brechmoidion falcatum
Brechmoidion falcatum är en skalbaggsart som beskrevs av Dilma Solange Napp och Martins 1985. Brechmoidion falcatum ingår i släktet Brechmoidion och familjen långhorningar.
Artens utbredningsområde är Venezuela. Inga underarter finns listade.